# Celtis tetrandra
Celtis tetrandra är en hampväxtart som beskrevs av William Roxburgh. Celtis tetrandra ingår i släktet Celtis och familjen hampväxter. Inga underarter finns listade i Catalogue of Life.